# Артерии подушки таламуса

Артерии подушки таламуса (лат. arteriae pulvinares thalami) — это артерии, кровоснабжающие одну из важнейших и крупнейших структур таламуса высокоразвитых позвоночных животных, имеющуюся только у млекопитающих — так называемую подушку таламуса, или пульвинар (у более низко организованных позвоночных, например, пресмыкающихся, земноводных и рыб, гомологичная структура называется задним бугорком таламуса).
Самые крупные размеры подушки таламуса и, соответственно, больший калибр кровоснабжающих её артерий и более интенсивное их разветвление, отмечаются у высших приматов и особенно у человека.
К артериям подушки таламуса относят нижнюю и заднюю артерии подушки, кровоснабжающие, соответственно, нижние, и латеральные и медиальные ядра подушки. Все они являются ответвлениями задней мозговой артерии.